# Victor Amaya
Pour les articles homonymes, voir Amaya.
Victor Amaya, né le 2 juillet 1954 à Denver, est un joueur de tennis professionnel américain.
Mesurant 2 mètres 01, il était en son temps le plus grand joueur du circuit.

## Carrière
Il a remporté sur le circuit ATP trois tournois en simple et six en double entre 1977 et 1983. Il a atteint la 15e place en simple au classement ATP le 4 août 1980 et la 16e place en double le 3 janvier 1983.
En outre, il a remporté Roland-Garros en double en 1980 et a disputé la finale de l'US Open en 1982 avec Hank Pfister. Demi-finaliste à l'Open d'Australie en 1979, battu par Vilas, il a également frôlé l'exploit au premier tour de Wimbledon en 1978, où il fut à deux doigts de battre Borg.

## Parcours dans les tournois duGrand Chelem

### En simple
| Année | Open d'Australie | Open d'Australie | Internationaux de France | Internationaux de France | Wimbledon       | Wimbledon     | US Open         | US Open       | Open d'Australie | Open d'Australie |
| ----- | ---------------- | ---------------- | ------------------------ | ------------------------ | --------------- | ------------- | --------------- | ------------- | ---------------- | ---------------- |
| 1973  | —                | —                | —                        | —                        | —               | —             | 1er tour (1/64) | A. Panatta    | n.o.             | n.o.             |
| 1974  | —                | —                | —                        | —                        | —               | —             | 1er tour (1/64) | B. Borg       | n.o.             | n.o.             |
| 1975  | —                | —                | —                        | —                        | —               | —             | 1er tour (1/64) | A. Ashe       | n.o.             | n.o.             |
| 1976  | —                | —                | 3e tour (1/16)           | E. Dibbs                 | 2e tour (1/32)  | T. Okker      | 1er tour (1/64) | C. Richey     | n.o.             | n.o.             |
| 1977  | 1er tour (1/32)  | D. Crealy        | 1er tour (1/64)          | P. Dominguez             | 1er tour (1/64) | B. Fairlie    | 3e tour (1/16)  | G. Vilas      | —                | —                |
| 1978  | n.o.             | n.o.             | 1er tour (1/64)          | T. Šmíd                  | 1er tour (1/64) | B. Borg       | 2e tour (1/32)  | V. Gerulaitis | 2e tour (1/16)   | D. Collings      |
| 1979  | n.o.             | n.o.             | 3e tour (1/16)           | Ti. Gullikson            | 1er tour (1/64) | G. Mayer      | 3e tour (1/16)  | B. Gottfried  | 1/2 finale       | G. Vilas         |
| 1980  | n.o.             | n.o.             | 2e tour (1/32)           | H. Günthardt             | 1er tour (1/64) | H. Pfister    | 3e tour (1/16)  | P. Portes     | 1/8 de finale    | K. Warwick       |
| 1981  | n.o.             | n.o.             | —                        | —                        | 3e tour (1/16)  | V. Gerulaitis | 1er tour (1/64) | E. Teltscher  | —                | —                |
| 1982  | n.o.             | n.o.             | —                        | —                        | 2e tour (1/32)  | B. Mottram    | 2e tour (1/32)  | J. Kriek      | —                | —                |
| 1983  | n.o.             | n.o.             | —                        | —                        | 2e tour (1/32)  | A. Maurer     | 1er tour (1/64) | J. Levine     | —                | —                |

N.B. : à droite du résultat se trouve le nom de l'ultime adversaire.

### En double
| Année | Open d'Australie            | Open d'Australie   | Internationaux de France  | Internationaux de France    | Wimbledon                  | Wimbledon              | US Open                   | US Open                  | Open d'Australie         | Open d'Australie      |
| ----- | --------------------------- | ------------------ | ------------------------- | --------------------------- | -------------------------- | ---------------------- | ------------------------- | ------------------------ | ------------------------ | --------------------- |
| 1973  | —                           | —                  | —                         | —                           | —                          | —                      | 1er tour (1/32) P. Dupré  | Di. Dell S. Stewart      | n.o.                     | n.o.                  |
| 1974  | —                           | —                  | —                         | —                           | —                          | —                      | 2e tour (1/16) G. Hardie  | J. Alexander M. Riessen  | n.o.                     | n.o.                  |
| 1975  | —                           | —                  | —                         | —                           | —                          | —                      | —                         | —                        | n.o.                     | n.o.                  |
| 1976  | —                           | —                  | 1er tour (1/32) G. Hardie | Bernasconi Hagelauer        | 2e tour (1/16) G. Hardie   | Dowdeswell A. Stone    | 1er tour (1/32) P. Dupré  | S. Smith R. Lutz         | n.o.                     | n.o.                  |
| 1977  | 1er tour (1/16) S. Docherty | K. Warwick S. Ball | 1/8 de finale J. Hagey    | W. Fibak J. Kodeš           | 1/8 de finale J. Hagey     | Carmichael B. Teacher  | 2e tour (1/16) W. Brown   | R. Ramírez B. Gottfried  | —                        | —                     |
| 1978  | n.o.                        | n.o.               | 1/8 de finale T. Moor     | J. Kodeš T. Šmíd            | 1er tour (1/32) J. Smith   | B. Hewitt F. McMillan  | 1/8 de finale T. Waltke   | J. McEnroe P. Fleming    | 1/8 de finale J. James   | S. Stewart H. Pfister |
| 1979  | n.o.                        | n.o.               | 2e tour (1/16) Van Dillen | Ti. Gullikson To. Gullikson | 2e tour (1/16) B. Mottram  | V. Winitsky R. Ycaza   | 1/8 de finale H. Pfister  | F. González E. Teltscher | —                        | —                     |
| 1980  | n.o.                        | n.o.               | Victoire H. Pfister       | B. Gottfried R. Ramírez     | 1/4 de finale H. Pfister   | G. Mayer S. Mayer      | 2e tour (1/16) H. Pfister | B. Bertram B. Mitton     | 1/8 de finale H. Pfister | C. Edwards E. Edwards |
| 1981  | n.o.                        | n.o.               | —                         | —                           | —                          | —                      | 1/4 de finale H. Pfister  | Günthardt P. McNamara    | —                        | —                     |
| 1982  | n.o.                        | n.o.               | —                         | —                           | 1er tour (1/32) H. Pfister | M. Hocevar J. Soares   | Finale H. Pfister         | K. Curren S. Denton      | —                        | —                     |
| 1983  | n.o.                        | n.o.               | —                         | —                           | 1er tour (1/32) H. Pfister | M. Bauer G. Moretton   | 2e tour (1/16) K. Warwick | R. Seguso C. Strode      | —                        | —                     |
| 1984  | n.o.                        | n.o.               | —                         | —                           | 1er tour (1/32) H. Pfister | C. Fancutt M. Schapers | —                         | —                        | —                        | —                     |

N.B. : le nom du ou de la partenaire se trouve sous le résultat ; le nom des ultimes adversaires se trouve à droite.